# Ель-Бусто
Ель-Бусто (ісп. El Busto) — муніципалітет в Іспанії, у складі автономної спільноти Наварра. Населення — 81 особа (2009).
Муніципалітет розташований на відстані близько 270 км на північний схід від Мадрида, 55 км на південний захід від Памплони.

## Демографія
Динаміка населення (INE ):

## Галерея зображень

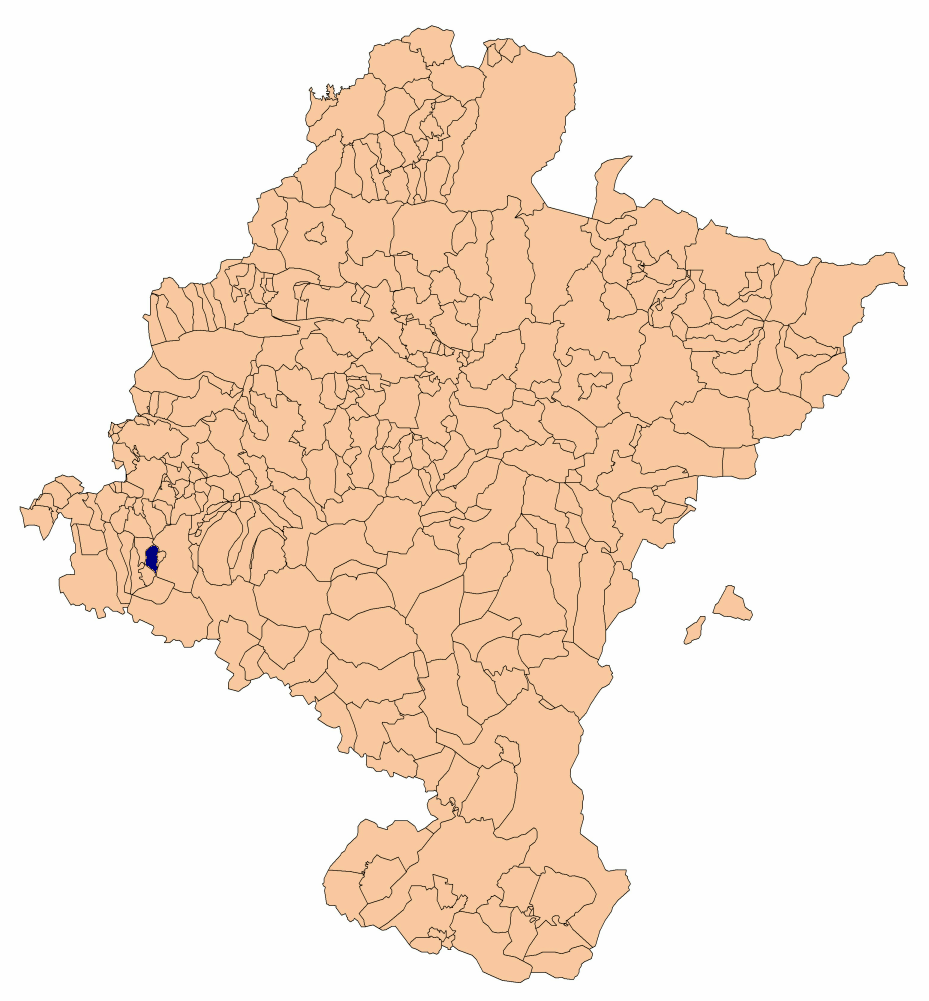
Розташування муніципалітету